# Hegedűs D. Géza
Hegedűs D. Géza (eredetileg Hegedűs Géza, Ibrány, 1953. május 7. –) a Nemzet Színésze címmel kitüntetett, Kossuth- és Jászai Mari-díjas magyar színművész, rendező, egyetemi docens, érdemes és kiváló művész a Színház- és Filmművészeti Egyetem volt rektorhelyettese, a MASZK Országos Színészegyesület elnöke, továbbá a Magyar Színházi Társaság elnökségének és a Nemzeti Előadó-művészeti Érdekegyeztető Tanácsnak (NEÉT) tagja, a Halhatatlanok Társulatának örökös tagja, a Vígszínház egykori MSZMP-titkára.
Egyik leánya, Barbara szintén a színművészi pályán van.

## Művészneve
Eredeti neve, a Hegedűs Géza helyett Hegedüs Géza író iránti tiszteletből, a névegyezés miatt használja pályafutása kezdetétől a Hegedűs D. Géza művésznevet.

## Életpályája
Édesapja – aki nagy színházkedvelő volt – Ibrányban volt pedagógus, amatőr színházszervező és később a művelődési ház igazgatója. Az akkor még falu moziját nagyapja építette a házuk mögött, mely államosítása után ő maradhatott a mozigépész. Így Hegedűs D. Géza már fiatalon számos filmet látott, ismerte a vászonról és a – család által járatott – Film Színház Muzsika című újságból a színészeket, illetve az iskola könyvtárában is sokat olvasott. Középiskolába Debrecenbe járt, építészeti technikumba, de a műszaki természetű szakmákhoz semmi köze nem volt. Csak az irodalomórán érezte jól magát, ezért fokozatosan a színház és a mozi lett a menedéke.
Kibontakozásában sokat segítettek tanárai, rendezői, az emblematikus, nagy elődök (Soós Imre, Szirtes Ádám, Horváth Teri és Törőcsik Mari), Horvai István és Kapás Dezső pedig iskolateremtő színészpedagógusai voltak. 1975-ben szerezte meg a Színház- és Filmművészeti Főiskolán az oklevelet, de már harmadév végén Várkonyi Zoltán hívására a Vígszínházhoz szerződött, ahol akkor már fél éve gyakornokoskodott és melynek azóta is tagja. Először a Képzelt riport egy amerikai popfesztiválról musicalbe ugrott be Bill szerepébe, de a Harmincéves vagyok című musicallel debütált. Pályafutása során Fejes Endre, Déry Tibor, Spiró György, Marton László és az egész Vígszínház „Európa-szigete” is nagy hatással volt rá.
Játszott többek között az egri Gárdonyi Géza Színházban, a Szputnyik Hajózási Társaság – Modern Színház- és Viselkedéskutató Intézet – Laborral, a Fügével (Függetlenek Egymásért) és a Szakkör nevű alkalmi formációval. Harmincévesen megtorpant, hajszál híján gyerekorvosnak ment (még épp belefért az orvoskaron a felvételi korhatárba), de váratlanul jött egy felkérés a Radnóti Színpadról, Görgey Gábor Ünnepi ügyelet című kamaradarabjának főszerepére, így a pályán maradt.
Első rendezése az 1987-es Kőműves Kelemen előadás volt. Tordy Géza, a Pesti Színház akkori művészeti vezetője kereste meg a feladattal, mely igen jelentős volt az életében, innen indult a rendezői pályafutása.
1987 óta tanít a Színház- és Filmművészeti Főiskolán, ahol 1990 és 1993 között elvégezte a színházrendezői kiegészítő szakot is, továbbá 2000-ben DLA fokozatot szerzett. Doktori disszertációjának címe „Tagadópróba”, amelyet Várkonyi Zoltánról, az iránta érzett tiszteletből írt. A Színház- és Filmművészeti Egyetem docense, megbízott rektorhelyettes volt a Színházi Főtanszakon, valamint tanszékvezető a Színész Tanszéken, a színész szakon osztályvezető tanár.
Mozgalmas időszak volt az életében, amikor az 1970-es, 80-as évek fordulóján szerepelt egy olasz–magyar koprodukciós, a Boccaccio Magyarországon, avagy a zsarnok szíve című Jancsó-filmben, melynek Velencében részt vehetett a bemutatóján, miközben az 1982-ben készült Liszt Ferenc életéről szóló filmsorozatot forgatta Szinetár Miklós rendezésében, aminek kapcsán bejárhatta Európát, de párhuzamosan Budapesten, a színházban is játszott. Számos filmszerepben látható és hallható.
2000 óta a MASZK Országos Színészegyesület elnökségi tagja, 2005-től elnöke. Itt az egyesület által az alapításkor felvállalt színházi szolidaritás – az idős és rászoruló színészekre való odafigyelés – mellett a fiatal pályakezdők támogatásának, a MASZK ösztöndíjrendszer kezdeményezője is. 2006-tól a Magyar Színházi Társaság elnökségi tagja. 2007-ben beválasztották a Halhatatlanok Társulatába. 2011 novemberében az Előadó-művészeti Tanács (EMT) helyett, az előadó-művészeti bizottságok mellett megalakult szakmai fórum, a Nemzeti Előadó-művészeti Érdekegyeztető Tanács (NEÉT) testületébe – a többi taggal egyetemben – intézmények, szakmai érdekvédelmi szervezetek delegálták (megbízatásának időtartama 4, legfeljebb 8 év).
Nős, két lánya van. Idősebb lánya Barbara, aki 1986. október 6-án született, szintén színész. Kisebbik lánya, Fanni pedig iparművész.
2024. szeptember 3-án a nemzet színészévé választották a júliusban elhunyt Király Levente helyére.

## Színházi rendezései
- Sarkadi-Ivánka: Kőműves Kelemen (1988)
- Horváth Péter-Sztevanovity Dusán: A padlás (1991, 2001, 2008)
- James Joyce: Számkivetettek (1992, 2001)
- Akutagava Rjúnoszuke: A vihar kapujában (1992)
- Fábri Péter: Rinaldó Rinaldini (1992)
- Füst Milán: A néma barát (1993)
- Békés Pál: New-Buda (1994)
- Pozsgai Zsolt: A kölyök (1995)
- Rudyard Kipling: A dzsungel könyve (1996)
- Friedrich Schiller: Haramiák (1996)
- Michel Tremblay: Sógornők (1997)
- Moisés Kaufman(wd): A nagy szemérmetlenség – Oscar Wilde három pere (1999)
- Billy Wilder: A mi kis városunk (1999)
- Marie Jones: Kövekkel a zsebében (2001)
- William Shakespeare: Antonius és Kleopátra (2002)
- Halász Imre: Egy csók és más semmi (2002)
- Dosztojevszkij: Lakodalom (2003)
- Arthur Miller: Ének belseje (Az ügynök halála) (2003)
- Ovidius: Istenek gyermekei (2003)
- Schnitzler: Körmagyar (2007)
- Forgách András: Tercett (Janka, Zsigmond, Mária) (2008)
- Heinrich Böll: Katharina Blum elvesztett tisztessége (2008)
- Makszim Gorkij: Nyaralók (2008)

## Színház

### Színházi szerepei

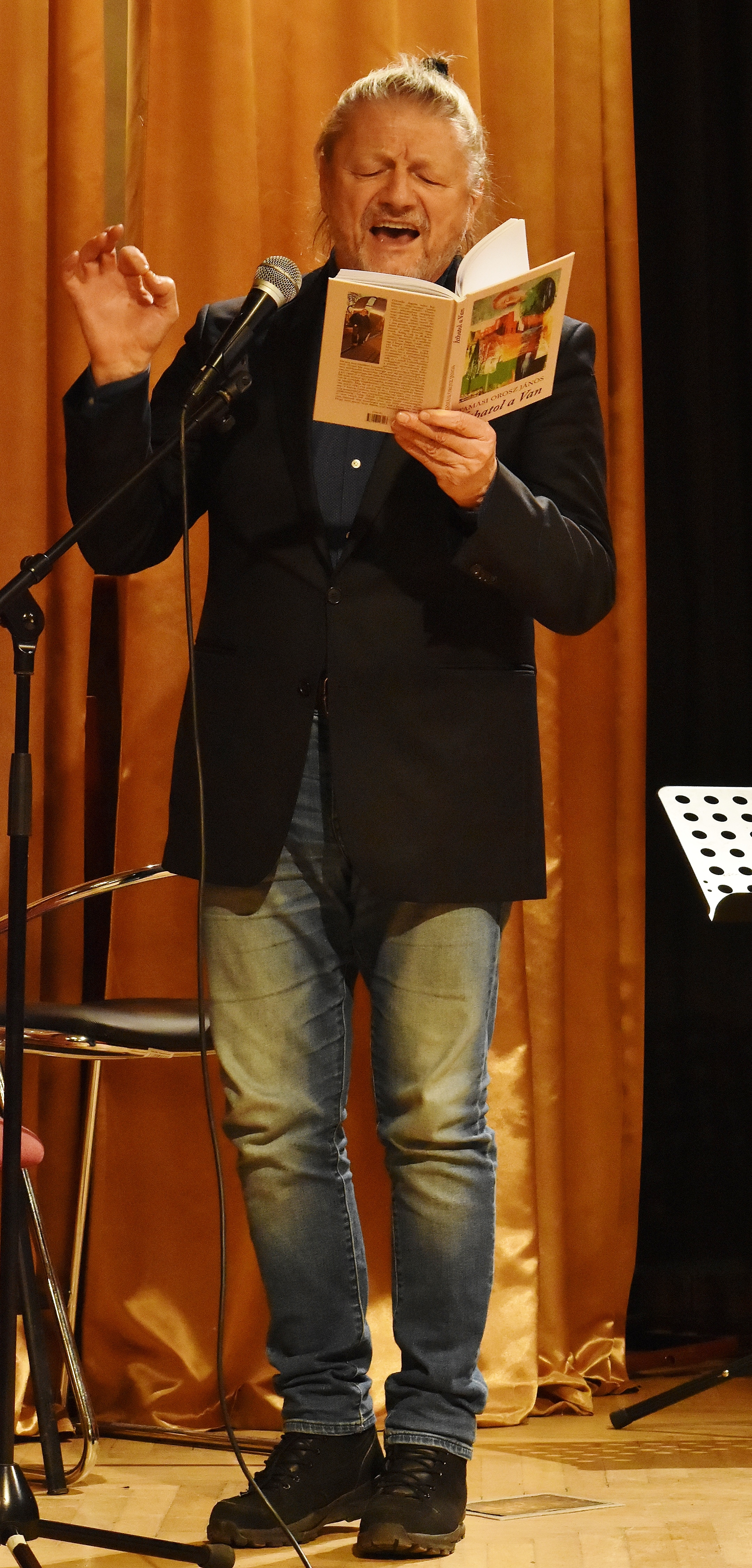
2019-ben egy felolvasáson a Nádor Teremben (Tóth Csilla Ilona fényképfelvétele)

- Carlo Goldoni: Mirandolina – Első szolga a lovagnál
- Madách Imre: Az ember tragédiája – Ádám
- Páskándi Géza: Távollevők – Demeter
- Fejes Endre–Presser Gábor: Jó estét nyár, jó estét szerelem – Sötétruhás fiú; Viktor
- Harold Pinter
  - A gondnok – Mick; Aston
  - Árulás – Robert
- Székely János: Caligula helytartója – Probus
  - Hugenották – Albert
  - Protestánsok – Albert
  - Vak Béla király – Gellért
- Witold Gombrowicz: Operett – Hufnágel gróf
- William Shakespeare
  - Minden jó, ha vége jó – Első nemesúr
  - Harmadik Richárd – Buckingham hercege
  - A vihar – Prospero
  - Lóvátett lovagok – Boyet
  - Lear király – Kent gróf
  - Ahogy tetszik – A száműzött idősebb herceg Frigyes
- Joseph Heller: A 22-es csapdája – Nately
- Vámos Miklós: Háromszoros vivát! – Kun vitéz
- Szophoklész
  - Antigoné – Haimón
  - Oidipusz – Kreon
- Heinrich von Kleist: Homburg hercege – Friedrich Arthur von Homburg herceg
- Bernard Pomerance: Az elefántember – Frederick Treves
- Valló Péter: In memoriam Ö.I.
- Sarkadi I.–Szörényi L.–Bródy J.: Kőműves Kelemen – Kőműves Kelemen
- Görgey Gábor: Ünnepi ügyelet – Orvos
- Luigi Pirandello: Hat szerep keres egy szerzőt – Szerep
- Schiller
  - Don Carlos – Don Carlos
  - Haramiák – Maximilian Moor
  - Stuart Mária – Melvil
- Csurka István: Ki lesz a bálanya? – Csülögh
- Tankred Dorst: Merlin avagy a puszta ország – Sir Galahad
- Nádas Péter: Találkozás – Fiatalember
- Sarkadi-Matkovic: A bosszú – Oresztész
- Behn: A kalóz – Belvile
- Gorman: Rémségek kicsiny boltja – Orin
- Dosztojevszkij: Bűnhődés – Rogozsin
- Dosztojevszkij–Albert Camus: Ördögök – Ivan Satov
- Siposhegyi Péter: Mielőtt csillag lettem – Színész
- Arthur Miller
  - Az ügynök halála – Biff
  - A salemi boszorkányok – John Proctor
- John Whiting: Angyali Johanna – Barri atya
- Presser-Sztevanovity-Horváth: A Padlás – Barrabás, B. Barrabás a gengszter; Révész
- Williams: A vágy villamosa – Harold Mitchell
- Arthur Koestler: Sötétség délben – Gletkin
- Bertolt Brecht
  - Koldusopera – Brown; Bicska Maxi
  - Kurázsi mama és gyermekei – Szakács
  - A kaukázusi krétakör –
- Schnitzler: A Bernhardi-ügy – Dr. Ebenwald
- Eliot: Gyilkosság a katedrálisban – Becket Tamás
- Ionesco: Rinocéroszok – Dudard
- Fábri Péter: Rinaldó Rinaldini – Rinaldo Rinaldini
- Kapás Dezső: Jób könyve – Bildád
- Rigby: A domb – Roberts
- Kushner: Angyalok Amerikában – Joseph Porter Pitt; Prior I.; Ella Charper; Eszkimó
- Békés Pál: Össztánc
- Edmond Rostand: Cyrano – Guiche
- George Bernard Shaw: Szent Johanna – Dunois
- Tolsztoj
  - Háború és béke – Mesélő
  - Legenda a lóról – Szerpuhovszkoj herceg
- Spiró György
  - Dobardan – Mérnök
  - Elsötétítés – Barát
  - Príma környék – Sunyi bácsi
- Labiche-Michel: Olasz szalmakalap – Nonancourt
- Alföldi Róbert: A Phaedra-story – Theramenész
- Szigethy András: Kegyelem – Nagy Imre elvtárs
- Réthly Attila: Élve vagy halva – Ottó
- Henrik Ibsen: Nóra – Helmer
- Lessing: Bölcs Náthán – A katona
- Gorkij: Nyaralók – Jakov Salimov
- Vajda Katalin: Anconai szerelmesek – Tomao Nicomaco
- McDonagh: Vaknyugat – Valene Connor
- Örkény István: Tóték – Tót
- Maeterlinck: A kék madár – A Kenyér; A Legkövérebb Boldogság
- Schimmelpfennig: Nő a múltból – Frank
- Vinterberg-Rukov-Hansen: Az ünnep – Helge
- Gabriel García Márquez: Száz év magány – José Arcadio Buendía
- Csehov
  - Ványa bácsi – Asztrov Mihail Lvovics
  - Cseresznyéskert – Gájev
- Garay János: Háry János – Narrátor
- Molière: Úrhatnám polgár – Jourdain úr
- Esterházy Péter: Rubens és a nemeuklideszi asszonyok – Gödel
- Forgách András: Tercett (Janka, Zsigmond, Mária) –
- Letts: Augusztus Oklahomában – Steve Heidebrecht
- Émile Zola: A nő vágya – Jean Jouve
- Bartis Attila: Romlás – Farkas András
- Ödön von Horváth: Kasimir és Karoline – Rauch
- Joseph Stein: Hegedűs a háztetőn – Tevje
- Pozsgai Zsolt: Kék-lila nyár – Jávor Pál
- Henry Fielding: Tom Jones – Partridge
- Osztrovszkij: Jövedelmező állás

## Filmjei

### Játékfilmek
- Egy kis hely a nap alatt (1973)
- Vállald önmagadat (1974)
- A csillagszemű I-II. (1977)
- Kísértés (1977)
- Legato (1978)
- Hogyan felejtsük el életünk legnagyobb szerelmét? (1979)
- A zsarnok szíve, avagy Boccaccio Magyarországon (1981)
- Az új földesúr (1988)
- Eldorádó (1988)
- Isten hátrafelé megy (1991)
- Kalaf (1996)
- Szezon (2004)
- Taxidermia (2005)
- A hét nyolcadik napja (2006)
- Egy kis esti mozi avagy Választás 2006 (2008)
- Made in Hungaria (2009)
- Coming out (2013)
- Isteni műszak (2013)
- Mancs (2014)
- Szabadesés (2014)
- Hurok (2016)
- Halj már meg! (2016)
- A hentes, a kurva és a félszemű (2018)
- Vándorszínészek (2018)
- Pesti balhé (2020)
- Így vagy tökéletes (2021)
- Műanyag égbolt (2023)
- Magasmentés (2023)

### Tévéfilmek
- Állványokon (1972)
- Embersirató (1974)
- Próbafelvétel (1974)
- Zöld dió (1974)
- A tanítvány (1977)
- Ingyenélők (1979)
- IV. Henrik király (1980)
- Egy hónap falun (1980)
- Nők iskolája (1982)
- Lélekvándorlás (1982)
- Liszt Ferenc (tévésorozat) (1982)
- A téli csillag meséje (1984)
- Ítéletidő (1987)
- Malom a Séden (1988)
- Czillei és a Hunyadiak (1988)
- Freytág testvérek 1-5. (1989)
- Barbárok (1989)
- Csépel az idő (1992)
- Rizikó (1993)
- Két kiskutya barátkozik (1997)
- Erdély 1956 (2004)
- Tóték (2004)
- T.Ú.K. - Tanár úr kérem! (2011)
- Ármány és szerelem anno 1951 (2011)
- Hacktion: Újratöltve (2013)
- A Fekete Múmia Átka (2015)
- Árulók (2017)

## Hangjátékok
- Antovics Pavlovics Csehov: A csinovnyik halála (1977)
- Lope de Vega: Sevilla csillaga (1977)
- Papp Éva: Távoli északon (1977)
- Fáy András: A különös testamentum (1978)
- Fekete István: A Koppányi aga testamentuma (1978)
- Ismeretlen ismerősök - Hunyady Sándor (1978)
- Kopányi György: Lekésett szüret (1978)
- Tárjátok ajtótok! - Vujicsics Marietta összeállítása (1978)
- Őrsi Ferenc: Legenda a kapitányról (1978)
- Zola, Emile: Mouret abbé vétke (1978)
- Déry Tibor: Képzelt riport egy amerikai popfesztiválról (1979)
- Merle, Robert: A sziget (1979)
- Voltaire: A vadember (1979)
- Galgóczi Erzsébet: Közel a kés (1980)
- Lengyel Péter: Cseréptörés (1980)
- Thackeray, William Makepeace: A rózsa és a gyűrű (1981)
- Radoev, Ivan: Az emberevő (1982)
- Schwajda György: A Szent család (1982)
- Smuul, Juhan: A zugkapitány (1982)
- Szabó Lőrinc: A szökevény (1982)
- Kós Károly: Varjú nemzetség (1983)
- Lázár Ervin: Lenn a kútban (1983)
- Vercors: Mesék borogatás közben (1983)
- Anderson, Edith: Martin Luther King élete és halála (1984)
- Bárdos Pál: A Kancsal és a démonok (1985)
- Folytassuk! - Dorogi Zsigmond rádiókompozíciója Vas István műveiből (1985)
- A szegényember öröme - irodalmi kompozíció (1985)
- Vízparti történet (1985) – Hszi-men Csing[15]
- Hernádi Gyula: Gólem (1986)
- Kormos István: N.N. utolsó bolyongása (1986)
- Mikszáth Kálmán: Krúdy Kálmán csínytevései (1987)
- Illyés Gyula: Kiegyezés (1988)
- Márton László: Az istennő fia (1988)
- Albert Zsuzsa: "S kinyíltak mind a fák" (1989)
- Bozó László: Gyilkosság a Hungaroringen (1989)
- France, Anatole: Az istenek szomjaznak (1989)
- Hernádi Gyula: Homokzsák-keringő (1989)
- Tükörképünk 37 darabban – Téli rege (1989)
- Kós Károly: Budai Nagy Antal (1991)
- Jókai Mór: A hulla férje (1992)
- Pap Károly: A Szent színpad (1992)
- Ágh István: Eljárulás István királyhoz (1994)
- Páskándi Géza: Augustus katonái (1994)
- Szerelmi történet-féle (1994)
- Spiró György: Vak Béla király (1995)
- Yeats: Csontok álmodása (1995) – (rendező)
- Tandori Dezső: Vér és virághab (1995)
- Bánffy Miklós: A nagyúr (1996)
- Petőcz András: Anna, avagy a hipnotizált vadállatok (1996) - (rendező)
- Csukás István: Tükörbohócok (1997) – (rendező)
- Bárdos Pál: A goromba tábornok esete (1999)
- Páskándi Géza: A szalmabábuk lázadása (1999) (rendező)
- Gion Nándor: Ez a nap a miénk (2000)
- Papp Zoltán: Verziók, avagy a honvéd halála (2000)
- Pennaháborúk - Az Árkádia-pör (2000)
- Vörösmarty Mihály: Az elbúsult diák (2000) (rendező)
- Egressy Zoltán: Vesztett éden (2001) (rendező)
- Nagy András: Arad, éjjel (2003)
- Borbély Szilárd: Hans Christian Boldog Élete (2005)
- Fehér Béla: Fültől fülig (2006)
- Salamon András: Az utolsó perc (2007)
- Páskándi Géza: Begyűjtött vallomásaim (2009)
- Benedek Szabolcs: A tárogató (2011)
- Időfutár (2012)
- Janicsek Péter és Toepler Zoltán: Mínusz egy (2012)
- Szobotka Tibor: Megbízható úriember (2012)
- Huncik Péter: Határeset (2013)
- Kondor Vilmos: Budapest noir (2013)
- Jonas Jonasson: Az analfabéta, aki tudott számolni (2014)
- Harmsz, Danyiil: Optikai csalódás (2015)/közreműködő
- Kőrösi Zoltán: Szerelmes évek (2017)
- Sánta Ferenc: Az ötödik pecsét (2017)
- Lengyel Balázs: A szebeni fiúk (2019)

## CD-k és hangoskönyvek
- Ady Endre – József Attila – Radnóti Miklós válogatott versei
- Ady Endre versei
- Az vagy nekem...
- Barbárok – Móricz Zsigmond novellái
- Csáth Géza: A varázsló kertje – Csáth Géza novellái
- Lélektől lélekig – Juhász Gyula és Tóth Árpád válogatott versei
- Polcz Alaine – Bitó László: Az utolsó mérföld
- Vörösmarty Mihály: Tündérvölgy – Vörösmarty Mihály válogatott romantikus költeményei

## Díjai, elismerései
- Jászai Mari-díj (1980)
- Hegedűs Gyula-emlékgyűrű (1982)
- SZOT-díj (1983)
- EMeRTon-díj (1988)
- Érdemes művész (1989)
- Ajtay Andor-emlékdíj (1993, 1998, 2001, 2012, 2015, 2017, 2019)
- A Magyar Köztársasági Érdemrend kiskeresztje (1996)
- Radnóti Miklós antirasszista díj (2005)
- Harsányi Zsolt-díj (2006)
- Ibrány díszpolgára (2006)[16]
- Kiváló művész (2007)
- Színikritikusok díja (2007)
- Örökös tag a Halhatatlanok Társulatában (2007)
- Roboz Imre-díj (2008)
- Gundel művészeti díj (2008)
- Kossuth-díj (2009)
- XIII. kerület díszpolgára (2011)
- Amfiteátrum díj (2014)
- Vígszínház-díj (2014)[17]
- Gábor Miklós-díj (a Vígszínház Julius Caesar című előadásának címszerepében nyújtott alakításáért, 2015)[18]
- Bilicsi-díj (2015)
- Prima díj (2017)[19]
- Magyar Filmdíj (2018) – Legjobb férfi főszereplő (tévéfilm)
- Magyar Filmdíj (2019) – Legjobb férfi főszereplő (játékfilm)
- Magyar Filmkritikusok Díja – Legjobb férfi alakítás díja (2019)
- A Nemzet Színésze (2024)